# اچ‌ام‌اس دارتموث (۱۶۹۳)
اچ‌ام‌اس دارتموث (۱۶۹۳) (به انگلیسی: HMS Dartmouth (1693)) یک کشتی است که طول آن ۱۲۲ فوت (۳۷٫۲ متر) می‌باشد.